# Henning Ståhlberg
Henning Bernhard Ståhlberg, född 6 februari 1888 i Moheda, Kronobergs län, död 18 augusti 1953 under en resa i Skåne, var en svensk målare, tecknare och etsare.  
Ståhlberg var gift med Gina Pettersson. Han studerade vid Konstakademien 1912–1918 där han även tidvis deltog i Axel Tallbergs etsningskurs. Han målade huvudsakligen i akvarell med motiv hämtade från Stockholm och dess omgivningar samt trädgårdsinteriörer. Han medverkade i Sveriges allmänna konstförenings och Svenska konstnärernas förenings utställningar på Liljevalchs konsthall och samlingsutställningar på Konstnärshuset, Konstakademien, Göteborgs konsthall i Borås. Ståhlberg är representerad vid Kungliga biblioteket i Stockholm. 